# موني كابتن
موني رالف قبطان أو موني رالف كابتن، Monie Ralph Captan) من مواليد 28 مايو 1962)، ليبيري لبناني أو ليبيري من أصول لبنانية، شغل منصب وزير الخارجية الليبيرية من عام 1996 حتى عام 2003.  كما عمل سابقًا في شؤون رئاسة الحكومة الليبيرية عام 1996 في عهد الرئيس تشارلز تايلور.
والدة موني كابتن من مواليد ليبيريا الأصليين والده من جنسية لبنانية أقام في ليبيريا.
قبل أن يعمل وزيراً للخارجية، كان رجل أعمال وصاحب صحيفة ليبيرية مستقلة في مجال الإعلام، وكذا شفل منصب أستاذ جامعي بجامعة ليبيريا.
خلال الحرب الأهلية الليبيرية، أعربت جريدته عن آراء ظهرت في بعض الأحيان على أنها متعاطفة مع تشارلز تايلور وجبهة الوطنيين الليبيريين في ليبيريا (NPFL). عندما فاز تايلور في الانتخابات، تم تعيينه لاحقًا وزيراً للخارجية الليبيرية.
يعتبر موني كابتن، واحدا من العديد من النخب الليبيرية الذين لم يكونوا أعضاءًا في NLFL في تايلور، لتعيينهم في مناصب رفيعة المستوى.
خلال الحرب الأهلية الليبيرية كان يقيم في مونروفيا التي لم تكن خاضعة لسيطرة الجبهة الوطنية الليبرية الوطنية.
انتخب موني رالف كابتن بأغلبية ساحقة بأكثر من 70٪ من الأصوات في 16 مارس 2010 رئيسا لغرفة التجارة في ليبيريا.
يعتبر موني كابتن من اللبنانيين القلائل الفاعلين في مجال السياسة الليبيرية، فلجل لبنانيون ليبيريون في ليبيريا يتعاطون لمجال التجارة والأعمال.
وتُعتبر من أكثر بلدان العالم انفتاحا على الأجانب واستقرارا، وعدد سكّانها يعادل تقريباً عدد سكّان لبنان، لكنّ مساحة أراضيها أوسع وتنتشر فيها الغابات بكثافة، علاوة على تاريخها المرتبط بتحرير العبيد، وموقعها المطل على آفاق المحيط الأطلسي المقابل للولايات المتحدة والعالم الجديد.
ولكن اندلاع الحرب الأهلية في ليبيريا، والتي كانت سبب في المقام الأول لهجرة كثير من اللبنانيين من لبنان، أثرت في سمعة ليبيريا كما أثرت في تواجد اللبنانيين في ليبيريا استثماراتهم أيضا. حيث كانت المدرسة اللبنانية في مونروفيا تضم وحدها ثمانمئة طالب ليبيري لبناني. وكان في كل قرية من قرى ليبيريا محل لبناني صغير،
حيث تراجع عدد اللبنانيين سنة 2013 إبان الحرب إلى 250.
وقد عادت بالفعل إلى البلاد مجموعة كبيرة من الليبيريين اللبنانيبن بعد أول بشائر نهاية الحرب الأهلية الماضي وهم مهندسو شبكة الهاتف الخليوي الوحيدة التي ظلت تعمل في ليبيريا حتى في خضم المعارك.